# Kitty Swan
Kitty Swan (* 25. Mai 1943 in Kopenhagen, eigentlich Kirsten Svanholm) ist eine dänische Ex-Schauspielerin, die in den 1960er und 1970er Jahren in zahlreichen Filmen mitgewirkt hat.

## Leben und Wirken
Ihre ersten Filmrollen spielte Kitty Swan in den 1965 bzw. 1966 erschienenen Raumschiff Alpha – Der Planet der Verdammten und Io, io, io… e gli altri. Die Rollen waren jedoch so unbedeutend, dass sie nicht im Abspann genannt wurde.
In den kommenden Monaten trat sie häufig in Agentenfilmen auf. Auch in diesen spielte sie meist nur kleine Rollen wie in Waffe des Teufels und wurde nicht im Abspann genannt wie in Heiße Katzen, wo sie eine der Attentäterinnen spielt, oder in Operation „Kleiner Bruder“, einem Agentenfilm mit dem jüngeren Bruder Sean Connerys und vielen ehemaligen James-Bond-Darstellern.
Ihr Auftritt in Ich heiße John Harris sorgte für ein wenig Publicity, als die Zeitschrift „Continental Film Review“ in Großbritannien einige Fotos aus dem Film abdruckte, die Kitty Swan mit ihrem Filmpartner Franco Nero zeigen.
In dem 1967 erschienenen Das Dschungelmädchen (Originaltitel: Gungala la vergine della giungla) spielte Swan die Hauptrolle der Gungala, die sie in der Fortsetzung Gungala la pantera nuda 1968 wiederholte. Im selben Jahr hatte sie einen nicht im Abspann genannten Auftritt in Barbarella.
Nach ihren Hauptrollen als „Dschungelmädchen“ spielte sie in den beiden Filmen Tarzán en la gruta del oro und Tarzán y el arco iris ähnlich angelegte Rollen. Bei den Dreharbeiten zu letzterem Film wurden Kitty Swan und der männliche Hauptdarsteller Steve Hawkes bei einem Unfall verletzt und erlitten Verbrennungen. Diese Verletzungen führten letztendlich dazu, dass Kitty Swan ihre Filmkarriere beendete.
1971 war eine Single erschienen, die sie im Duett mit Toma Zdravković besang.

## Filmografie
- 1965: Raumschiff Alpha (I criminali della galassia)
- 1966: Io, io, io… e gli altri
- 1966: Agent 3S3 pokert mit Moskau (Agente 3S3, massacro al sole)
- 1966: Ein halber Mann (Un uomo a metà)
- 1966: Waffe des Teufels (Perry Grant, agente di ferro)
- 1966: Ich heiße John Harris (Tecnica di un omicidio)
- 1967: Heiße Katzen (Deadlier Than The Male)
- 1967: Ballata da un miliardo
- 1967: Operation „Kleiner Bruder“ (O.K. Connery)
- 1967: Das Dschungelmädchen (Gungala la vergine della giungla)
- 1967: Das Haus der tausend Freuden (La casa de las mil muñecas)
- 1968: Gungala la pantera nuda
- 1968: Barbarella (Barbarella)
- 1969: Tarzán en la gruta del oro
- 1972: Tarzán y el arco iris
- 1972: Die Todesflieger (Forza 'G')